# كلارنس جيلدارت
كلارنس جيلدارت (بالإنجليزية: Clarence Geldart)‏ مواليد 9 يونيو 1867 في نيو برونزويك - الوفاة 13 مايو 1935 في كالاباساس، الولايات المتحدة، هو ممثل أمريكي بدأ مسيرته الفنية سنة 1915. ظهر في قرابة 127 فيلما.

## الأعمال
- سيدة واقعة في الحب
- امرأة باريس

## روابط خارجية
- كلارنس جيلدارت على موقع IMDb (الإنجليزية)
- كلارنس جيلدارت على موقع قاعدة بيانات برودواي على الإنترنت (الإنجليزية)
- كلارنس جيلدارت على موقع قاعدة بيانات برودواي على الإنترنت (الإنجليزية)
- كلارنس جيلدارت على موقع قاعدة بيانات الفيلم (الإنجليزية)